# Epalpus lineatus
Epalpus lineatus là một loài ruồi trong họ Tachinidae.